# كاميشكوفو
كاميشكوفو (بالروسية: Камешково) هي إحدى مدن روسيا في الكيان الفدرالي الروسي فلاديمير أوبلاست.